# Liste der Monuments historiques in Villé
Die Liste der Monuments historiques in Villé führt die Monuments historiques in der französischen Gemeinde Villé auf.

## Liste der Bauwerke
| Bezeichnung                       | Beschreibung                                                                | Standort                         | Kennzeichnung | Schutzstatus | Datum | Bild           |
| --------------------------------- | --------------------------------------------------------------------------- | -------------------------------- | ------------- | ------------ | ----- | -------------- |
| Friedhof                          | Anfang des 19. Jahrhunderts angelegt, Grabsteine zwischen 1804 und 1913     | Rue du Général Leclerc (Lage)    | PA00135154    | Inscrit      | 1995  | weitere Bilder |
| Katholisches Pfarrhaus            | Massivbau mit Walmdach, 16. und 18. Jahrhundert                             | 15 rue du Général Leclerc (Lage) | PA67000095    | Inscrit      | 2014  |                |
| Kirche Notre-Dame de l’Assomption | 1754 erbaut, Entwurf Jean-Baptiste Alexandre Chassain; Glasfenster von 1947 | Rue du Général Leclerc (Lage)    | PA67000101    | Inscrit      | 2015  | weitere Bilder |